# Tanja La Croix

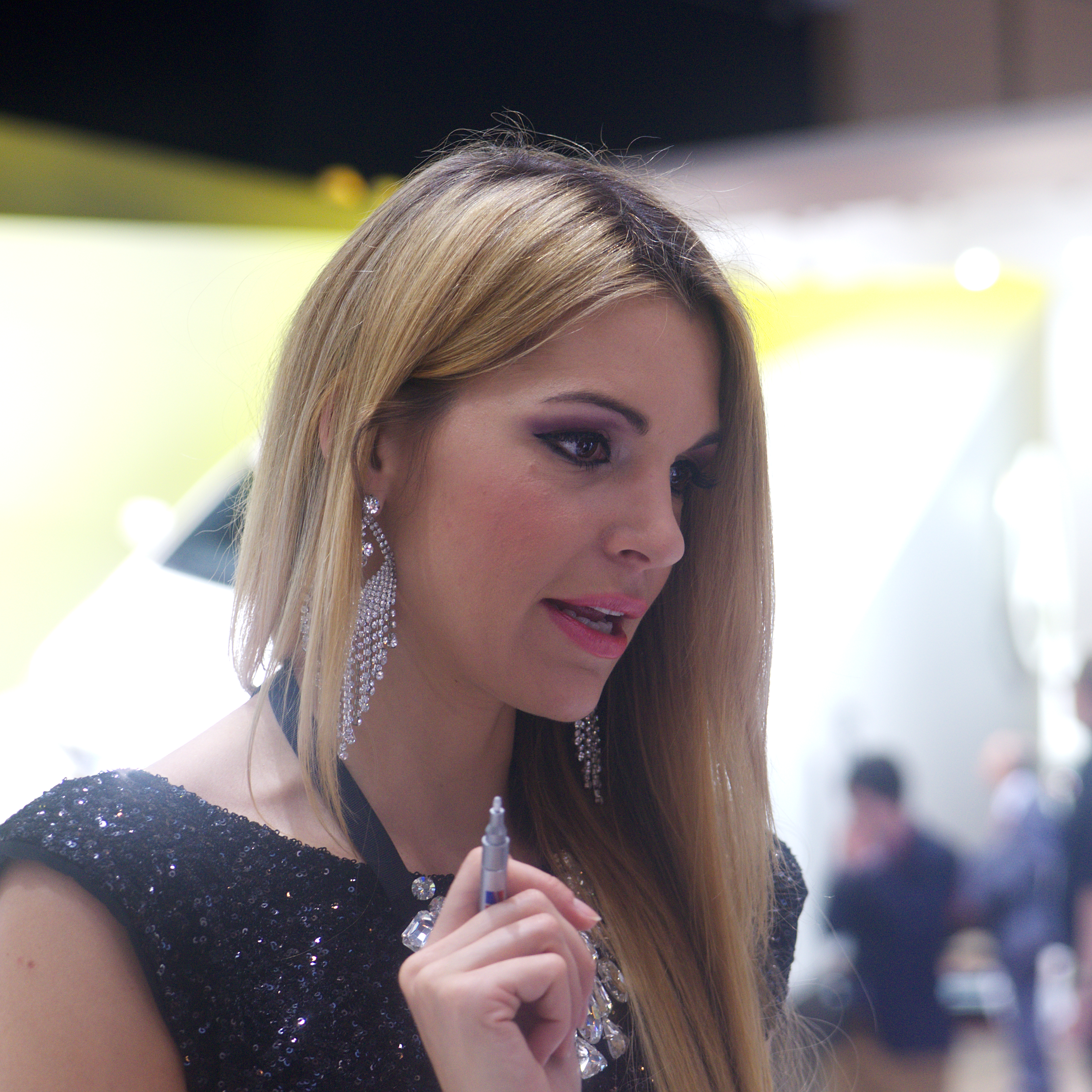
Tanja La Croix 2013 in Genf

DJ Tanja La Croix, eigentlich Tanja Wettach (* 8. April 1982 in St. Gallen) ist eine Schweizer House-DJ und -Produzentin.

## Früher Lebensabschnitt
Tanja Wettach wurde in St. Gallen geboren. Ihr Vater Urs war Musiker und ihre Mutter Yvonne Kauffrau. 1998 begann sie ihre Modelkarriere mit dem Sieg zur Miss Bodensee. 2000 erreichte sie den 3. Platz des Miss Model of the World Contest in Istanbul und 2001 gelangte sie ins Finale der Miss-Schweiz-Wahlen. Kurz darauf startete sie ihre internationale Modelkarriere und lief für internationale Labels.

## Musikkarriere
2006 startete sie ihre Musikkarriere mit der Veröffentlichung ihrer ersten CD-Kompilation Lautundspitz für das Online-Partyportal Lautundspitz.ch. 2007 gab sie ihr Debüt als Produzentin mit der CD-Kompilation A Trip to Bikini Island, auf der Eigenproduktionen wie DNA oder Wet zu hören waren. Sie erreichte damit Platz 49 der Schweizer Album-Hitparade. 2008 erschien ihre dritte CD-Kompilation Destination Summer, die auf Platz 60 der Album-Hitparade einstieg.
Ihren musikalischen Werdegang setzte Tanja La Croix im Jahr 2009 mit der EP Gente beim Plattenlabel Diamondhouse Records fort. Der gleichnamige Titelsong «Gente» erreichte im Dezember 2009 auf Platz 1 der Radio Ibiza Dance Charts in Italien.
Im März 2010 erschien ihre Single In the Club via Unreleased Digital. Nur einen Monat später legte sie mit der Produktion Need More (inklusiv D.O.N.S.-Remix) via Diamond House nach.
Im Sommer 2010 wurde Tanja La Croix das Aushängeschild der Street Parade in Zürich. Als musikalische Botschafterin mixte sie die offizielle Street-Parade-CD, die Platz 2 der Schweizer Kompilation-Charts erreichte, und spielte auf ihrem Love-Mobile.
Das Jahr 2011 startete Tanja La Croix mit ihrer neuen Single Hard to Handle feat. Andy P. und dem gleichnamigen Remix von Nicky Romero. Im April 2011 veröffentlichte sie ihre vierte Kompilation House Kiss, die Platz 11 der Schweizer Kompilation-Charts erreichte. Anfang 2011 wurde Tanja La Croix zur Botschafterin von Mercedes-Benz Schweiz. Für die Mercedes-Kampagnen lieferte sie den Soundtrack, ihre Eigenproduktion Star. 
2011 wurde Tanja La Croix mit dem Swiss Nightlife Award in der Kategorie Best House DJ nominiert. Die Awardshow fand am 15. Oktober 2011 statt. Zu ihren wichtigsten Auftritten in jüngster Vergangenheit gehören unter anderem die Zusammenarbeit mit dem Haute-Couture-Sender Fashion TV, sowie DJ-Sets im BCM Club (Mallorca), Space (Ibiza), We Are Family (Moskau), Ocean Drive (Ibiza), C-Bar (Dubai), Jimmy’z (Monaco), Club Take Five am FIS Hahnenkamm-Skirennen (Kitzbühel), Mercedes-Benz CSI (Zürich), White Club (Beirut), Sottovento Club (Porto Cervo), Nikki Beach (Marbella), Energy 2011 (Zürich), Pura Vida (Ibiza) oder an der offiziellen Red Bull Formel 1 Afterparty in Valencia.

## Diskografie
CD-Kompilationen
- 2006: Lautundspitz
- 2007: A Trip to Bikini Island
- 2008: Destination Summer
- 2010: Streetparade
- 2011: House Kiss

Alben
- 2009: Gente

Singles
- 2009: Gente
- 2009: In the Club (feat. Kate Matlova)
- 2010: Need More
- 2011: Hard to Handle (feat. Andy P)
- 2016: We Turn the World Around